# VBC Cheseaux
Le VBC Cheseaux est un club suisse de volley-ball fondé en 1986 et basé à Cheseaux-sur-Lausanne. Il évolue pour la saison 2022-2023 en Ligue Nationale A féminine.

## Historique
L'arrivée de Doris Stierli à Cheseaux en 1975 a marqué e début d'une longue et belle aventure pour notre club. Sous l'égide, à ses débuts, de la Société de gymnastique, les nombreux adeptes de ce beau sport ont rapidement poussé ses responsables à voler de leurs propres ailes. C'est ainsi que cette sous-section de gymnastique est devenue en 1986, un club à part entière. Toujours à la recherche de la JOIE DE JOUER, de la qualité des entraînements et bien évidemment avide de victoires, le VBC a gravi les échelons sans grandes difficultés. Composé à ses débuts, essentiellement de joueuses formées au sein du mouvement junior, notre club a toujours privilégié les joueuses de la région. Le VBC a atteint a LNA pour la 1ère fois en 1993 et a dû, faute de moyens financiers demander une relégation volontaire. Ben évidemment des renforts ont été appelés, mais les objectifs fondamentaux ne changent pas. Le VBC se veut être en priorité un club formateur   Il souhaite offrir aux meilleures joueuses de la région la possibilité d'évoluer au plus haut niveau. Il s'affiche comme la locomotive pour toutes les jeunes rêvant d'élite. Aujourd'hui le VBC est fier de pouvoir encore rivaliser sportivement avec des clubs aux moyens financiers plus importants. Ses participations à la Coupe d'Europe ont été des moments privilégiés pour notre élite. Ses très bons résultats régionaux et ses nombreux titres vaudois juniors confortent ses dirigeants à poursuivre sa voie de formation tout en espérant que Cheseaux gardera le plus longtemps possible, sa place dans l'élite et surtout son IDENTITÉ.

## Palmarès
- Coupe de Suisse
  - Finaliste : 1993[1]